# Guatevisión
Guatevisión è una rete televisiva guatemalteca di proprietà da Grupo Prensa Libre e Radio Corporación Nacional S.A.
Si occupa di trasmettere programmi di vario genere con particolare enfasi sull’informazione giornalistica, la cultura, la cucina, lo sport e vari giochi con i telespettatori.
Dispone di un sito internet e replica spesso i suoi programmi sulla piattaforma YouTube.
Anche se la lingua utilizzata è, inevitabilmente, lo spagnolo, molti programmi sono prodotti e/o acquistati all’estero in considerazione delle scarse possibilità produttive dell’emittente stessa, e alla presenza sul territorio del piccolo Stato di altre 22 lingue parlate. Presentatori, programmi, show di altre nazioni, documentari, sono stati spesso impiegati nel palinsesto della programmazione.

## Programmi
La programmazione ufficiale ebbe inizio nel 2003. Agli esordi molti programmi erano acquistati da altre emittenti o semplicemente replicati. La lingua inglese spesso era dominante a causa delle trasmissioni prestate da tv statunitensi o fornite da produzioni televisive e culturali europee.
Si possono ricordare alcune di queste:
- Venganza
- Sin seguridad
- El cantautor perdido
- Debrydelys Deeberdeyn Radio Tv Revival[1]
- De prisa
- Cinco minutos todos juntos